# Địa lý hàng hải

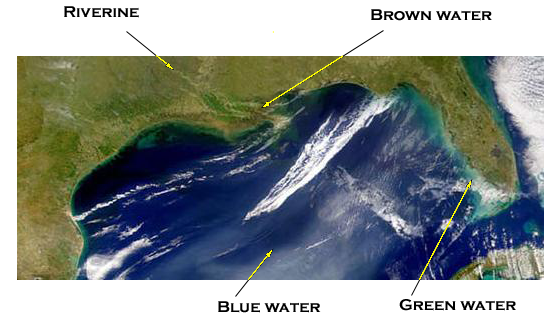
Phân loại bốn vùng hàng hải có thể di chuyển được ở Vịnh México

Địa lý hàng hải là một tập hợp các thuật ngữ được sử dụng bởi các đơn vị hải quân thuộc quân đội nhằm xác định một cách không chính thức ba vùng hàng hải: nước nâu, nước xanh lục và nước xanh dương. Việc phân định ranh giới của các khu vực này gặp nhiều khó khăn, chủ yếu là do yếu tố xác định ranh giới bên ngoài của chúng chịu tác động bởi các điều kiện địa lý, thủy văn cũng như các đặc điểm của vũ khí và phương tiện xác định kẻ thù tiềm năng của hải quân.

## Định nghĩa
Các yếu tố của địa lý hàng hải được xác định một cách không chính thức và định nghĩa của chúng liên tục thay đổi trong suốt chiều dài lịch sử. Sự kiện Naval Operations Concept năm 2010 của Hoa Kỳ đã định nghĩa nước xanh dương là "đại dương rộng mở", nước xanh lục là "vùng nước ven biển, cảng và bến cảng" và nước nâu là "các con sông có thể điều hướng và cửa sông của chúng". Theo quan điểm của Robert Rubel từ Cao đẳng Hải chiến Hải quân Hoa Kỳ, định nghĩa về nước nâu còn bao gồm cả các vịnh. Trong quá khứ, các nhà bình luận quân sự Hoa Kỳ đã mở rộng phạm vi vùng nước nâu ra 100 hải lý (190 km) tính từ bờ biển.
Trong Chiến tranh Lạnh, nước xanh lục biểu thị những khu vực đại dương mà lực lượng hải quân có thể chạm trán với máy bay trên đất liền, pháo binh vùng nước nâu và pháo binh trên đất liền. Sự phát triển của máy bay ném bom tầm xa cùng với tên lửa chống hạm đã biến hầu hết các đại dương thành nước xanh lục, đồng nghĩa với việc thuật ngữ này có thể biến mất. Sau Chiến tranh Lạnh, các lực lượng đặc nhiệm đổ bộ của Hoa Kỳ đôi khi được gọi là "hải quân nước xanh lục", trái ngược với các nhóm tác chiến tàu sân bay thuộc "hải quân nước xanh dương". Sự khác biệt này biến mất khi các mối đe dọa ngày càng tăng ở những vùng nước ven biển, buộc các tàu đổ bộ phải hoạt động xa bờ hơn cũng như thực hiện các cuộc tấn công bằng máy bay trực thăng và máy bay cánh quạt trục xoay từ phía bên kia đường chân trời. Điều này đã thúc đẩy sự phát triển của các tàu được thiết kế để hoạt động ở những vùng biển như vậy - tàu khu trục lớp Zumwalt và các tàu chiến đấu ven biển. Rubel đã đề xuất định nghĩa lại nước xanh lục là những khu vực đại dương quá nguy hiểm đối với các đơn vị hải quân có giá trị quan trọng, đòi hỏi sức mạnh tấn công phải được phân tán vào các tàu nhỏ hơn như tàu ngầm có thể sử dụng khả năng tàng hình và các đặc điểm khác để sống sót. Theo chương trình của ông, nước nâu sẽ là những khu vực mà các đơn vị vượt biển hoàn toàn không thể hoạt động được, bao gồm sông, bãi mìn, eo biển và các điểm tắc nghẽn khác

## Các vùng hàng hải

### Nước nâu
Môi trường nước nâu kéo dài từ bờ biển đến cuối thềm lục địa. Hải quân nước nâu là một lực lượng hàng hải tập trung vào các hoạt động ven biển và chủ yếu có vai trò phòng thủ. Thuật ngữ "nước nâu" hoặc "đại dương nâu" cũng được các nhà khí tượng học dùng để chỉ những vùng đất ngập nước gian triều, nơi mà ranh giới giữa đại dương và đất liền không được phân chia rõ ràng.

### Nước xanh lục
Môi trường nước xanh lục kéo dài từ rìa ngoài của vùng nước nâu qua bất kỳ thềm lục địa, đảo và quần đảo nào; phạm vi tối đa có lẽ cách bờ vài trăm dặm. Đây là khu vực hàng hải quan trọng nhất, bao gồm hầu hết các tuyến giao thông vận tải ven biển, lãnh hải, phần lớn các mối quan tâm về lực lượng cảnh sát biển, hải quan, môi trường và kinh tế của một quốc gia. Hải quân nước xanh lục là một lực lượng hàng hải có khả năng phòng thủ theo chiều sâu của quốc gia cũng như có khả năng tấn công đáng kể trong lãnh thổ của mình.

### Nước xanh dương
Môi trường nước xanh dương kéo dài từ rìa ngoài của vùng nước xanh lục đến đại dương sâu thẳm của thế giới. Hải quân nước xanh dương là một lực lượng hàng hải có khả năng thể hiện sức mạnh của quốc gia mình trên phạm vi toàn thế giới. Chính sách nước xanh dương là một triết lý chính trị lâu đời ở Vương quốc Anh vào thế kỷ 18, được áp dụng nhằm nâng cao sức mạnh của quốc gia thông qua việc sử dụng Hải quân Hoàng gia Anh, mặc dù thuật ngữ "nước xanh dương" không xuất hiện cho đến tận năm 1834.